# اریک استون استریت

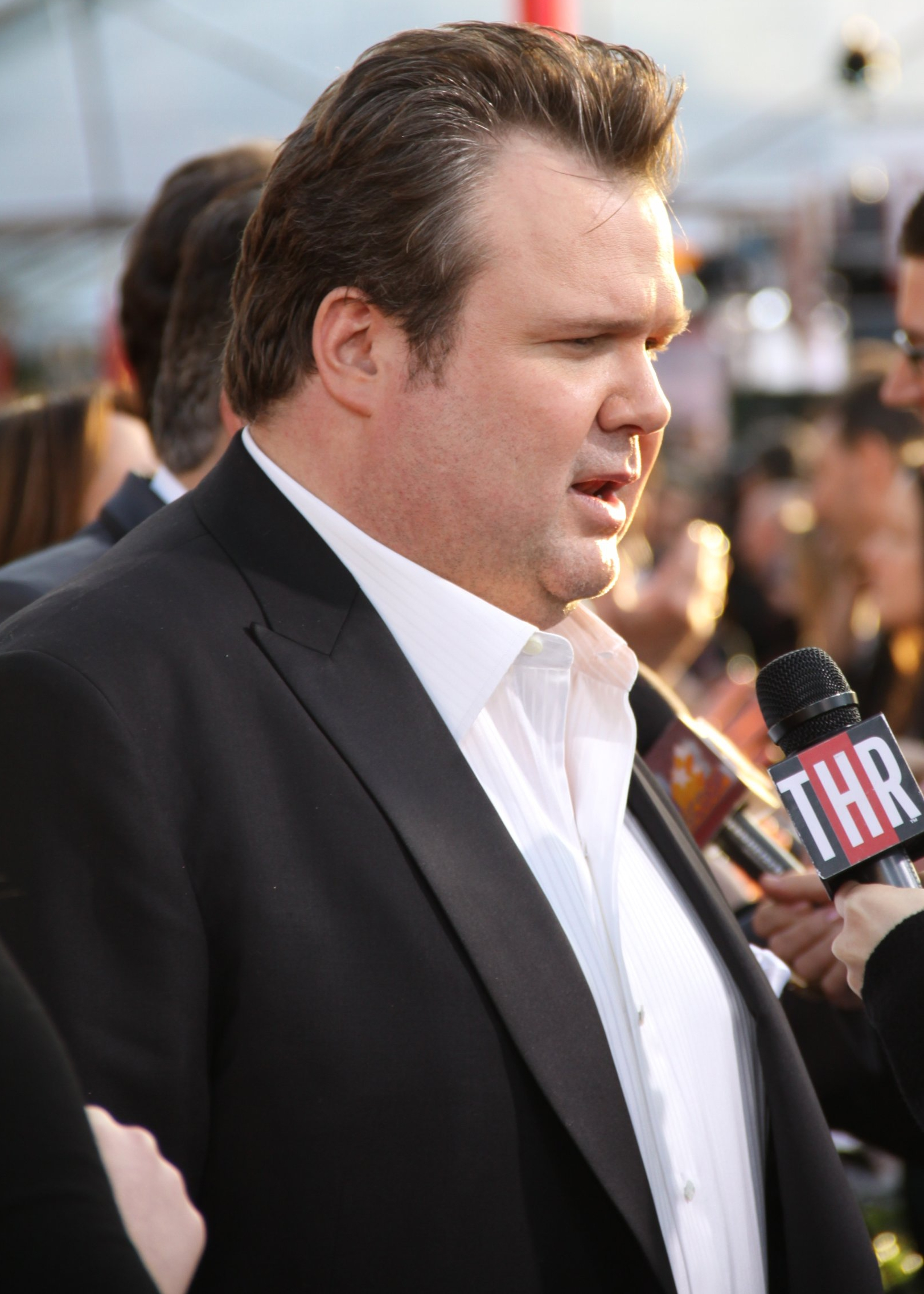
اریک استون استریت

اریک استون استریت (به انگلیسی: Eric Stonestreet) (زاده ۹ سپتامبر ۱۹۷۱) یک بازیگر آمریکایی است.

## فیلم‌شناسی
از فیلم‌های معروف او می‌توان به بازی در فیلم دزد هویت اشاره کرد.